# Schlössle Spraitbach
Das Schlössle Spraitbach ist ein kleines, ehemaliges Landadel-Schloss in der Gemeinde Spraitbach im baden-württembergischen Ostalbkreis. Der schlichte Adelssitz (Vogteistraße 2) wurde von den Herren von Horkheim errichtet und diente später als Amtshaus.

## Geschichte
In Spraitbach waren die Patriziergeschlechter Steinhaus und Straßer aus der freien Reichsstadt Schwäbisch Gmünd begütert. Während die Steinhaus ihren Anteil an andere Patrizier verkauften, fiel der Teil der Straßer im 14. Jahrhundert an die Herren von Horkheim, die sich einen adelichen Sitz im Dorf bauten. 1537 verkaufte der Edelmann Quirin von Horkheim zu Horn die Hälfte des Dorfs, sein Schlösschen, die Ortschaften Zimmerbach und Durlangen und andere Güter in Pfersbach für 2000 Gulden an das Gmünder Spital. Fortan residierten zumeist adlige Beamte in dem Schlösschen, das von den Gmündern zum Zentrum der Verwaltung (Vogtei) umfunktioniert wurde. Epitaphien einiger Vögte sind in der evangelischen Dorfkirche St. Michael erhalten, darunter das eines Christoffel Wolf von Wolfsthal.

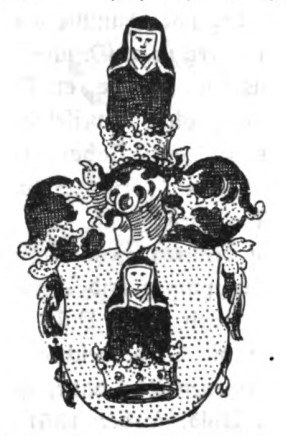
Wappen derer von Horkheim
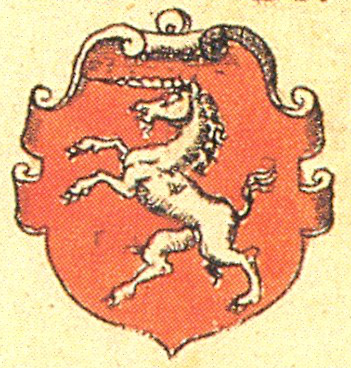
Wappen der Stadt Schwäbisch Gmünd